# NGC 1264
NGC 1264 (другие обозначения — UGC 2643, MCG 7-7-50, PGC 12270) — галактика в созвездии Персей.
Этот объект входит в число перечисленных в оригинальной редакции «Нового общего каталога».
Указанные Бигурданом координаты объекта отличаются лишь на  5" от положения NGC 1264 в Guide Star Catalog, поэтому сомнений в идентификации объекта нет. RNGC неправильно отождествляет NGC 1264 с галактикой CGCG 540-085, которая находится в 5' к юго-западу от настоящей NGC 1264.